# Brix
Brix（ブリックス）値は、主に食品産業のワイン、精糖、果実農業などで、ショ糖（いわゆる砂糖）、果糖、転化糖、ブドウ糖など、いわゆる糖の含有量を測るために、糖度として用いられる物理量である。ただし、Brix値は糖度とは同一ではないとする立場もある。

## 概要
Brix値は20℃のショ糖溶液の質量百分率に相当する値で定められている。ショ糖1 gのみを溶質として含む水溶液100 gをBrix屈折計で測定したときその示度 Brix 値が1%である。つまり、質量分率30%のショ糖溶液（100 gの溶液中に30 gのショ糖（水は70 g））では、Brix値が30%となる。
一般的には、Brix値は、糖度として認識される。しかし、ショ糖以外の固形成分を含む溶液では、Brix値は固形成分濃度の目安になるが、ショ糖以外の糖成分、糖成分以外(例えば食塩)も屈折作用を持つため、そのまま糖の量(重量分率)となるわけではないことに注意が必要である。ジュースや果汁の可溶固形成分は、果糖やブドウ糖が多く含まれており、実際の糖類の総重量とは異なり、重量を知るには換算する必要がある。

## 測定装置
Brix計の測定原理は基本的に屈折計、糖度計、密度計と同じである。

## 名前の由来
1897年にドイツ/オーストリア人化学者のアドルフ・ブリックス (1798–1870）により紹介されたことに由来する。アドルフ・ブリックスは、ドイツ人化学者のカール・ボーリングに由来する「ボーリング（°Balling）」という同様の糖度単位を元に修正を加え，Brixを発表した。その他にもプラート(Plato)、ボーメ(Baume)、エスクレ(Oechsle)などの糖度の単位がある。